# WiZ
WiZ（幻想師～ウィズ）は日本のマジシャン、イリュージョンチーム

## 概要・来歴など
マリーとサーシャを中心にチームウィズとして2000年より活動中。登録メンバー50名を有する日本最大級のイリュージョンエンターテインメントチーム。洗練された内容はアーティストやテーマパークの特殊装置(Show-FX)などを設計製作する、空間の魔術師 DUKE松山がプロデュースする、約90分間の感動と衝撃のノンストップ エンターテインメントとしてお届している。現在は足立区、江戸川区の大型劇場公演を中心に展開しており、ほぼ毎公演85%以上のお客様を集客している。江戸川公演では満員御礼が続き、ご来場者アンケートより99%の満足度結果がその実力を物語っている。この人気の公演は毎年恒例として継続している。
また「幻・想・師　neo japanesque（ネオ・ジャパネスク）」と名付けた公演を行い、日本の伝統文化を現代的演出でアレンジし、最新のテクノロジーが融合したインバウンドにも最適な作品を掲げている。　2013年の元旦に出演した、NHK『饗宴！新春の伝統芸能』では、その異彩のショー展開で人間国宝の皆様にも高い評価を得ている。実際、観光庁のツーリズムEXPOやアニメEXPOでもゲストで出演し、VIPやご来場者よりスタンディングオベーションを博している。宝塚歌劇団や劇団四季出身のレベルの高いダンサーも出演し、ダンス監修にバレエ界や劇団四季で活躍する、坂本登喜彦氏を迎えショーの芸術性も高めている。

## メンバー
- Marie（マリー）召喚魔術師
華やかな舞台に憧れ、デューク松山に師事。先に師事していたサーシャとWiZというチームを結成する。イリュージョンを中心に不思議だけではなく華麗なミュージカル的演出とドラマ性を先駆け、軽快なトークでショーを引っ張り、不屈の精神でチームの中心的な存在として活躍する。医師Dr.Marie（ドクターマリ）としても活動する。
- Sasha（サーシャ）魅了魔術師
サーカスのパフォーマを経て、林海象監督の映画『20世紀少年読本』にて女優としてデビューするも、ショーの世界に自分の立ち位置を定め、デューク松山に師事。マリーと出会いWiZというチームを結成し、舞台上での揺るぎない存在感でマリーをサポートし、次々に変化していくショーに安定感を創り出している。

## 出演歴

### 舞台
- 2024年
  - 12/14-15 夢と魔法の江戸川公演 4 『WiZ X'mas Fantasy 2』 タワーホール船堀 大ホール
  - 10/26-27  夢と魔法の足立公演 7  『WiZ Halloween Magical Party 4』　西新井文化ホール
  - 6/23  『The Greatest Entertainment Show 3』　ゲスト 小林幸子　西新井文化ホール
- 2023年
  - 12/9-10 夢と魔法の江戸川公演 3 『WiZ X'mas Fantasy 1』 江戸川区総合文化センター 大ホール
  - 10/28-29 夢と魔法の足立公演 6  『WiZ Halloween Magical Party 3』　西新井文化ホール
  - 6/24  『The Greatest Entertainment Show 2』　ゲスト アップアップガールズ(2)　西新井文化ホール
- 2022年
  - 11/26 夢と魔法の葛飾公演 1  WiZ イリュージョン マジック ショー　モーツァルトホール
  - 10/29-30 夢と魔法の足立公演 5  『WiZ Halloween Magical Party 2』　西新井文化ホール
  - 7/24 夢と魔法の江戸川公演 2  WiZ「幻・想・師」～neo japanesque～ 江戸川区総合文化センター 大ホール
  - 6/4  足立区制90周年記念『The Greatest Entertainment Show 1』　ゲスト 姿月あさと　西新井文化ホール
- 2021年
  - 10/30-31 夢と魔法の足立公演 4  『WiZ Halloween Magical Party 1』　西新井文化ホール
  - 1/24  夢と魔法の江戸川公演 1   WiZ イリュージョン マジック ショー　江戸川区総合文化センター 大ホール
- 2020年
  - 11/7-8 WiZ×かいけつゾロリ WiZ イリュージョンショー　東京建物 Brillia Hall
  - 9/22 夢と魔法の足立公演 3  医療従事者応援特別公演  WiZ イリュージョンマジックショー　西新井文化ホール
  - 11/7-8 WiZ×かいけつゾロリ WiZ イリュージョンショー　東京建物 Brillia Hall
  - 9/22 夢と魔法の足立公演 3  医療従事者応援特別公演  WiZ イリュージョンマジックショー　西新井文化ホール
- 2019年
  - 8/21 夢と魔法の足立公演 2  WiZ「幻・想・師」再演 ～neo japanesque～  西新井文化ホール
  - 4/27-5/6  WiZ イリュージョンマジックショー　東京タワーB1イベントホール
- 2018年
  - 11/12-14  WiZ イリュージョンマジックショー   第６2回楽しい園児の集い　主催　中野区私幼稚園連合会　中野ZERO
  - 8/18-19  夢と魔法の足立公演 1 WiZ「幻・想・師」～neo japanesque～ 西新井文化ホール
  - 2/17 日大創立130周年事業　WiZ「幻・想・師」～neo japanesque～ 板橋区立文化会館 大ホール
- 2017年
  - 9/21 観光庁 Tourism EXPO Japan 2017  World & Japan ゲスト出演
  - 7/15  WiZ「幻・想・師」～neo japanesque～ 青葉の森公園 芸術文化ホール 大ホール
  - 2/28 きぬ川 スパホテル三日月 Spring Dinner Show 
  - 2/4  WiZ「幻・想・師」～neo japanesque～ 船橋市民文化ホール 大ホール
- 2016年
  - 12/23-25  X'mas WiZ  イリュージョン マジック ショー よみうりランド らんらんホール
  - 12/19-20  勝浦 ホテル三日月 X-mas Dinner Party　観月 宴会場
  - 12/15 竜宮城 スぱホテル三日月 X-mas Dinner Party  富士見亭
  - 2/10-11 WiZ「幻・想・師」～neo japanesque～ 君津市民文化ホール 再演
- 2015年
  - 11/29  WiZ「幻・想・師」～neo japanesque～   八千代市市民会館 大ホール  
  - 10/18  WiZ「幻・想・師」～neo japanesque～   戸田市文化会館 大ホール
  - 7/19  WiZ「幻・想・師」～neo japanesque～   四街道市文化センター 大ホール 再演
  - 6/14  WiZ「幻・想・師」～neo japanesque～   敦賀市民文化センター 大ホール 
  - 2/8  WiZ  イリュージョン マジック ショー  千葉市民会館  ガールスカウト主催

- 2014年
  - 11/24  WiZ  イリュージョン マジック ショー 旭公演   いいおかユートピアセンター 文化庁支援
  - 10/26  WiZ「幻・想・師」～neo japanesque～ 君津市民文化ホール
  - 7/19  WiZ「幻・想・師」～neo japanesque～ 東金文化会館 大ホール
  - 2/22  WiZ「幻・想・師」～neo japanesque～  四街道文化センター 大ホール
- 2013年
  - 12/8  WiZ「 幻・想・師」スペシャルイリュージョンショー!! 銚子公演  銚子市青少年文化会館
  - 7/7-31  『小林幸子 10' 華麗なる幸子の世界』御園座公演
  - 2/27-3/23 『小林幸子 10' 華麗なる幸子の世界』明治座公演
  - 2/19 『浦安青年会議所３０周年Ｐａｒｔｙ』東京ベイホテル東急　他
- 2010年
  - 8/4-5　富山『AUBADE サマーフェスティバル 2010』出演
  - 7/3  MELL  & WiZ  ロサンジェルス『ANIME EXPO AX2010』　ゲスト出演
- 2009年
  - 11/14　日本定住難民のつどい　WiZ  イリュージョン マジック ショー  新宿文化センター
  - 5/17 『国際ソロプチミスト主催 WiZ マジック＆イリュージョンショー！！ 幻・想・師』町田市民ホール
- 2008年
  - 10/4-29 『小林幸子45th 天勝物語 / 華麗なる幸子の世界 08』明治座公演
  - 9/6-7  WiZ リサイタル 「幻・想・師」～neo japanesque～  日本青年館
  - 7/2-26 『小林幸子45th 天勝物語 / 華麗なる幸子の世界 08』博多座公演
  - 2/24-3/25 『小林幸子45th 天勝物語 / 華麗なる幸子の世界 08』御園座公演
  - 2/10『WiZ Entertainment Magic Show!!』横浜ラポールシアター　他

### テレビ出演
- 金スマ『波乱万丈　小林幸子編』(2016年、TBS)
- ダウンタウンのガキの使いやあらへんで（2014年、日本テレビ）
- にじいろジーン (2014年8月30日、フジテレビ)
- 饗宴！新春の伝統芸能 （2013年1月1日、NHKEテレ）
- ポケモン15周年記念『 ピカチュウ・ザ・ライブ2012』（2012年、テレ東）
- 金曜バラエティー （2011年5月27日、NHK）
- 金曜バラエティー （2010年10月1日、NHK）
- 世界まる見え!テレビ特捜部 （2009年11月16日、日本テレビ）

### 映画
20世紀少年読本